# أسماك الروبيان
سمك الروبيان، الذي يُطلق عليه أيضًا اسم razorfish، تتألف من خمسة أنواع صغيرة من الأسماك البحرية تتبع فُصيلة شكبياوات البحر من فصيلة شكبيات البحر. توجد أنواعه في جنسي أيولوسوكس وشكب البحر في الأجزاء الاستوائية الضحلة نسبيًا من المحيطين الهندي والهادئ، في حين سمكة المنفاخ، والتي غالبًا ما توضع في فُصيلة كبرياوات المنقار Macroramphosinae، يقتصر وجودها في المحيطات الجنوبية العميقة.
سمك الروبيان شبه شفاف ومسطّح الجوانب مع أنف طويل وبطن حاد. يمتد شريط رفيع داكن على أجسادها. هذه الخطوط ومظهرها شبيه بالروبيان وهي مصدر تسميتها بأسماك الروبيان. تسبح بطريقة متزامنة مع توجيه رؤوسها للأسفل. يصل طول سمك الروبيان البالغ إلى 20 سم (7.9 بوصة)، بما في ذلك أنفها. تشبه سمكة المنفاخ المخططة إلى حد كبير التي تنتمي إلى فُصيلة كبرياوات المنقار (خاصة ذو الظهر الذقني) في كل من السلوك وشكل الجسم، ويصل طولها إلى 30 سم (12 بوصة).